# Ya-Ali (misil)
El Ya-Ali (persa: یاعلی) es un misil de crucero lanzado desde el aire (ALCM) construido por Irán. El misil fue presentado por primera vez el 11 de mayo de 2014, cuando el líder iraní, el Ayatolá Ali Jamenei, visitó la Fuerza Aeroespacial del Cuerpo de la Guardia Revolucionaria Islámica. Según Janes Defence, el misil tiene una entrada de motor a reacción y posiblemente utilice una versión del turborreactor Toloue-4 que Irán produce para sus misiles antibuque de mayor alcance y se informa que tiene un alcance de 700 km. El 7 de febrero de 2015, el Viceministro de Defensa de Irán, Mohammad Eslami, anunció que el misil anteriormente podía ser lanzado únicamente desde aviones de combate tipo Mirage F1 pero ahora puede ser lanzado desde cada avión de combate que posee Irán. Lleva el nombre de una expresión religiosa chií que suplica al imán Ali. 
Como ALCM, el Ya-Ali es distinto de los misiles de crucero lanzados desde tierra (GLCM) en el inventario hutí. Según Jane's Defense Weekly, los hutíes pueden haber utilizado un Quds 1 GLCM en el ataque al aeropuerto internacional de Abha el 12 de junio de 2019. Este aeropuerto en el suroeste de Arabia Saudita está a menos de 200 km de la frontera con Yemen. El Ya-Ali iraní tiene un alcance mucho mayor debido a que se le imparte mucha más energía cinética y potencial cuando se lanza desde un avión de combate como el tipo Mirage. Los hutíes no tienen ningún avión de combate en su inventario.
Jane's Defense Weekly informó el 16 de septiembre de 2019 que, según funcionarios estadounidenses, "Hay indicios de que el ataque del 14 de septiembre contra dos instalaciones petroleras en Arabia Saudita se llevó a cabo utilizando misiles de crucero lanzados desde Irak o posiblemente Irán".  Continuó diciendo que "los puntos de impacto mostraron que las armas se acercaron desde el oeste noroeste, en lugar de Yemen, como afirma el grupo rebelde yemení Ansar Allah (huties), respaldado por Irán". "Es muy difícil ver cómo estas cosas podrían haber venido de cualquier otro lugar que no sea Irán o Irak", dijo el funcionario a CNN. Algunos de los objetivos atacados el 14 de septiembre de 2019 fueron instalaciones de procesamiento de petróleo en Abqaiq, Arabia Saudita. Abqaiq se encuentra cerca de Baréin, está aproximadamente a 1.000 km de la parte de Yemen controlada por los hutíes y a aproximadamente 300 km de Irán.